# Milladore (Wisconsin)
Milladore es una villa ubicada en el condado de Wood en el estado estadounidense de Wisconsin. En el Censo de 2010 tenía una población de 276 habitantes y una densidad poblacional de 104,37 personas por km².

## Geografía
Milladore se encuentra ubicada en las coordenadas 44°36′21″N 89°51′17″O / 44.60583, -89.85472. Según la Oficina del Censo de los Estados Unidos, Milladore tiene una superficie total de 2.64 km², de la cual 2.64 km² corresponden a tierra firme y (0%) 0 km² es agua.

## Demografía
Según el censo de 2010, había 276 personas residiendo en Milladore. La densidad de población era de 104,37 hab./km². De los 276 habitantes, Milladore estaba compuesto por el 93.12% blancos, el 1.09% eran afroamericanos, el 0% eran amerindios, el 0% eran asiáticos, el 0% eran isleños del Pacífico, el 5.07% eran de otras razas y el 0.72% pertenecían a dos o más razas. Del total de la población el 6.88% eran hispanos o latinos de cualquier raza.